# بيوبيو الجزيرة الجنوبية
بُيْبُوي الجزيرة الجنوبية (الاسم العلمي: Turnagra capensis)؛ المعروف أيضًا بِاسم الطَّائِرِ المُغَرِّدِ النِّيوزيلَندِيِّ، هو نوع يتبع فصيلة الطُّيُور الصُّفَّارِيَّة.